# Добілні
Добілні — в нижчій міфології у горців Східної Грузії — духи.
За повір'ями, добілні набували вигляд маленьких дітей і жінок. На сході і заході сонця вони виходили на галявину грати в м'яч. Людину, яка випадково опинялася серед них, добілні топчуть, внаслідок чого вона захворює. А коли серед гірських вершин показуються перші сонячні промені, добілні наводнюють селища, насилаючи на їх жителів хвороби. Будучи не в силах впоратися з чоловіками, вони переслідують тільки жінок і дітей.
У селищах споруджувалися молитовні, присвячені добілні, в надії, що це позбавить людей від переслідування злих духів.